# Giorgi Czanturia (polityk)
Giorgi (Gia) Czanturia (ur. 19 sierpnia 1959, zm. 3 grudnia 1994) – gruziński działacz antykomunistyczny, jeden z liderów odnowionej Partii Narodowo-Demokratycznej, w niepodległej Gruzji działacz opozycji przeciwko prezydentowi Eduardowi Szewardnadze.
Z wykształcenia był historykiem. W 1981 brał udział w odtworzeniu w podziemiu działającej przed 1921 Partii Narodowo-Demokratycznej i stanął na czele jej grupy inicjatywnej razem z Iraldi Kadagiszwilim i Mamuką Giorgadze. Współorganizował razem z nimi antyradzieckie demonstracje. Po dwóch latach takiej działalności został aresztowany. Po zwolnieniu był jednym z najaktywniejszych współpracowników Zwiada Gamsachurdii w antykomunistycznej opozycji końca lat 80. XX wieku.
Opowiadał się przeciwko uczestnictwu antyradzieckich ugrupowań w wyborach parlamentarnych w Gruzji w 1990 (pierwszych wolnych wyborach od likwidacji Demokratycznej Republiki Gruzji), argumentując, że wybory te odbywają się pod auspicjami radzieckimi i gruzińscy patrioci winni je zbojkotować, nadal domagając się całkowitej suwerenności swojego kraju. Przeważyło jednak stanowisko Zwiada Gamsachurdii, który opowiedział się za udziałem w wyborach. Koalicja demokratycznych ugrupowań Okrągły Stół - Wolna Gruzja odniosła w wyborach zdecydowane zwycięstwo, uzyskując 54% głosów. Następnie przeszedł do opozycji wobec Gamsachurdii, zrażony stopniową ewolucją jego rządów w kierunku autorytaryzmu. Pozostawał liderem Partii Narodowo-Demokratycznej.
Po upadku prezydentury Gamsachurdii znalazł się w opozycji także do jego następcy Eduarda Szewardnadzego. Wbrew bardziej umiarkowanemu stanowisku nowego prezydenta domagał się zdecydowanej rozprawy ze zwolennikami Gamsachurdii, jak również siłowego przyłączenia do Gruzji zbuntowanych Abchazji i Osetii Południowej. W 1994, po wstąpieniu Gruzji do Wspólnoty Niepodległych Państw i faktycznej utracie dwóch zbuntowanych regionów kierowana przez Czanturię Partia Narodowo-Demokratyczna nieoczekiwanie zmieniła stanowisko i w maju tegoż roku podpisała z prezydentem "Pakt o pokoju". W tym samym roku, 3 grudnia, Czanturia został zastrzelony w centrum Tbilisi. W oficjalnym komunikacie partia oskarżyła o to zabójstwo Rosję i siły antydemokratyczne w Gruzji. Przyczyną morderstwa mogło jednak być również zaangażowanie Czanturii w walkę z korupcją oraz jego publiczna krytyka organizacji paramilitarnej Mchedrioni.
Jego żoną była działaczka Partii Narodowo-Demokratycznej Irina Sariszwili.